# Reduktionskollegium
Reduktionskollegium var ett svenskt ämbetsverk, som av Karl X Gustav tillsattes för att verkställa den vid 1655 års riksdag beslutna reduktionen.
Medlemmarna förordnades 9 juli 1655, och följande dag gav kungen dem deras första instruktion och uppdrog åt kammarpresidenten Herman Fleming att "föra ordet och dirigera verket". Förutom honom satt i kollegiet fem riksråd samt nio andra personer. Fleming var den drivande i verket och föreslog nästan alla de åtgärder, som vidtogs. Därvid understöddes han kraftigt av Seved Bååth och före detta vice presidenten i Göta hovrätt K. Månesköld. Men å andra sidan fanns inom kollegiet även de, som inte ville gå fram på samma sätt som Fleming ville, bland dem vid denna tid riksrådet Gustaf Bonde. Sedan adelns ingripande 1660 uteslutit Fleming från det riksskattemästarämbete, som Karl X Gustav i sitt testamente gett honom, drog sig Fleming tillbaka till privatlivet. I juli 1661 förordnades riksrådet Gustaf Soop till president, 6 december 1663 Sten Nilsson Bielke samt 5 oktober 1668 riksrådet Jöran Gyllenstierna. Kollegiets verksamhet under denna tid var obetydlig, men tog bättre fart, sedan Karl XI själv tillträtt regeringen. Det fortsatte även efter 1680 med sin reduktion vid sidan av Reduktionskommissionen, men fick 1683 samme chef som denna, nämligen Claes Fleming, och efter dennes död (1685) övertog Fabian Wrede  ledningen av båda verken. Kollegiet upplöstes 1687.